# Piotr Ożarowski
Piotr Ożarowski herbu Rawicz (ur. ok. 1725, zm. 9 maja 1794 w Warszawie) – działacz polityczny, generał-lejtnant wojsk koronnych od roku 1761, pisarz wielki koronny w latach 1768–1775, kasztelan wojnicki od roku 1781, hetman wielki koronny od roku 1793, konsyliarz konfederacji generalnej koronnej w konfederacji targowickiej, członek konfederacji grodzieńskiej 1793 roku, generał major w 1757 roku, Szef 12. Regimentu Pieszego Koronnego w latach 1785-1786, generał lejtnant komenderujący Dywizją Małopolską w 1792 roku, szef Gwardii Pieszej Koronnej w latach 1793–1794, starosta suraski, starosta żarnowiecki w 1785 roku.

## Życiorys
Wbrew rozpowszechnionej opinii nie był członkiem rodziny drobnoszlacheckiej z Mazowsza. Pochodził z jednej z zamożniejszych rodzin w Małopolsce, znanej z XV wieku.
W latach 1743–1736 uczył się w pijarskim Collegium Nobilium w Warszawie Stanisława Konarskiego. W latach 1746–1748 przebywał w Szkole Kadetów w Lunéville.
Od młodości w wojsku, początkowo pruskim, potem koronnym. Był posłem z województwa krakowskiego na sejm 1754 roku. Generał-lejtnant wojsk koronnych w 1761 roku. W 1764 roku podpisał elekcję Stanisława Augusta Poniatowskiego. Początkowo stronnik Stanisława Augusta. Poseł województwa krakowskiego na sejm koronacyjny 1764 roku. Był posłem z województwa krakowskiego na sejm 1766 roku. Komisarz z rycerstwa Komisji Skarbowej Koronnej w 1769 roku. Był członkiem konfederacji radomskiej 1767 roku. W załączniku do depeszy z 2 października 1767 roku do prezydenta Kolegium Spraw Zagranicznych Imperium Rosyjskiego Nikity Panina, poseł rosyjski Nikołaj Repnin określił go jako posła właściwego dla realizacji rosyjskich planów na sejmie 1767 roku za którego odpowiada król, poseł województwa sandomierskiego na sejm 1767 roku. 23 października 1767 roku wszedł w skład delegacji Sejmu, wyłonionej pod naciskiem posła rosyjskiego Nikołaja Repnina, powołanej w celu określenia ustroju Rzeczypospolitej. W 1767 został kawalerem Orderu Świętego Stanisława. Od 1768 generał i dowódca dywizji. W 1781 kasztelan wojnicki, potem pisarz koronny. Nie przebierał w środkach aby dojść do bogactwa i dygnitarskich godności.Jurgieltnik Rosji i jeden z najzagorzalszych przeciwników reform w ustroju w dobie Sejmu Wielkiego.
Na Sejmie Rozbiorowym w 1775 roku powołany do Komisji Emfiteutycznej Koronnej. Poseł województwa krakowskiego na sejm 1776 roku. Na sejmie 1782 roku został konsyliarzem Rady Nieustającej. Członek Departamentu Wojskowego Rady Nieustającej w 1783 roku. Był członkiem konfederacji Sejmu Czteroletniego. Od roku 1789 współpracował z ambasadorem rosyjskim Ottonem von Stackelbergiem. Znajdował się na rosyjskiej liście płac z jurgieltem rocznym 2000 dukatów. Figurował na liście posłów i senatorów posła rosyjskiego Jakowa Bułhakowa w 1792 roku, która zawierała zestawienie osób, na które Rosjanie mogą liczyć przy rekonfederacji i obaleniu dzieła 3 maja. Po przystąpieniu do konfederacji targowickiej stał się filarem targowiczan w wojsku. Został mianowany w roku 1792 komendantem Warszawy. Sekował oficerów patriotów i śledził poczynania spiskowe. Poseł rosyjski Jakob Sievers zaproponował mu przejęcie laski sejmu rozbiorowego, który miał przeprowadzić II rozbiór Polski, jednak Piotr Ożarowski zażądał zbyt wysokiej ceny za swoje usługi i marszałkiem został ostatecznie Stanisław Kostka Bieliński. Na sejmie grodzieńskim w 1793 roku został mianowany przez króla Stanisława Augusta Poniatowskiego członkiem deputacji do traktowania z posłem rosyjskim Jakobem Sieversem. 22 lipca 1793 roku podpisał traktat cesji przez Rzeczpospolitą ziem zagarniętych przez Rosję a 25 września cesji ziem zagarniętych przez Prusy w II rozbiorze Polski.
19 listopada 1793 mianowany hetmanem wielkim koronnym. Pośredniczył w mediacji pomiędzy królem a Szczęsnym Potockim. W czasie insurekcji warszawskiej usiłował zdławić ją siłą, nie znalazł jednak poparcia u podwładnych. Pojmany, aresztowany, 9 maja 1794 roku został razem z 3 innymi osobami przekazany przez Radę Zastępczą Tymczasową pod jurysdykcję Sądu Kryminalnego. W czasie procesu:

„Pytano go się, czyli on podpisał rozbiór kraju. Na to Ożarowski odpowiedział, że podpisał. Czyli on za to wziął pieniądze? Odpowiedział, że wziął i jeszcze bierze. Pytanie: czyli on wydał wojsku polskiemu ordynanse na łączenie się z Moskalami i na bicie Polaków? Przyznał, że to on wydał (...)”.

Ożarowski został jako zdrajca skazany na śmierć przez powieszenie. Przyjął wyrok i podpisał go. Wyrok wykonano natychmiast. Razem z marszałkiem Rady Nieustającej Józefem Ankiewiczem i hetmanem polnym litewskim Józefem Zabiełłą został powieszony 9 maja 1794 przed ratuszem na Rynku Starego Miasta w Warszawie. Tego samego dnia wieczorem został pochowany na polu pod Nalewkami.
Był m.in. właścicielem Działoszyc.
Miał 7 synów: Kajetana, Stanisława, Adama, Franciszka, Jerzego, Kazimierza i Seweryna. Synami Adamem i Franciszkiem zaopiekowała się Katarzyna II – doszli oni do rangi generałów armii carskiej. Kazimierz i Seweryn zostali pułkownikami w Rosji. Kajetana i Stanisława na generałów mianował Tadeusz Kościuszko. Jego syn hrabia Adam Ożarowski brał udział m.in. w walkach z Napoleonem.
W 1773 odznaczony Orderem Orła Białego, kawaler Orderu Świętego Stanisława od 1767 roku.